# Saison 2024-2025 de la PSA
Le PSA World Tour 2024-2025 est le circuit professionnel de tournois de squash organisé par l'association professionnelle de squash (PSA) pour la saison 2024-2025 qui se tient du 1er août 2024 au 31 juillet 2025. Les tournois les plus importants du circuit sont les championnats du monde masculin et féminin. Le circuit est constitué de trois catégories World Series, avec les plus importantes dotations en argent et en points, International and Challenger. En fin d'année, le circuit PSA World Series se conclut par le World Series Finals et le tournoi final PSA World Series à Dubaï, la fin de la saison world series pour les 8 meilleurs joueurs et joueuses au classement.
À partir de août 2024, le circuit se divise en deux circuits: PSA World Events and PSA Challenger Events.
Le PSA World Events (anciennement PSA World Tour) comprend les tournois les plus importants en prix en argent (50 000 $ - 1 000 000 000 $) pour les joueurs plus expérimentés et mieux classés, y compris les championnats du monde PSA et les finales du PSA World Tour, étiquetés comme suit :
- PSA World Tour Diamond - tirages 48 joueurs - 300 000 $.
- PSA World Tour Platinum - tirages 32 joueurs - 190 000 $.
- PSA World Tour Gold - tirages au sort 24 joueurs - 100 000 $.
- PSA World Tour Silver - 24 joueurs - tirages au sort - 75 000 $.
- PSA World Tour Bronze - 24 joueurs - 50 000 $.
- PSA World Tour Copper - 24 joueurs - 25 000 $.

Les tournois du PSA Challenger Tour offrent un circuit de 3 000 $ à 15 000 $, un circuit idéal pour les joueurs moins expérimentés et les joueurs à venir, qui comprend les niveaux suivants :
- PSA Challenger Events 15 - 15 000 $.
- PSA Challenger Events 12 - 12 000 $.
- PSA Challenger Events 9  - 9 000 $.
- PSA Challenger Events 6  - 6 000 $.
- PSA Challenger Events 3  - 3 000 $.

## Calendrier 2024-2025

### Légendes
| Championnats du monde |
| PSA Diamond           |
| PSA Platinum          |
| PSA Gold              |
| PSA Silver            |
| PSA Bronze            |
| PSA Copper            |

### 2024

#### Août
| Tournoi | Date                    | Champion                                | Finaliste    | Demi-finalistes                | Quart de finalistes                                     |
| --- | ----------------------- | --------------------------------------- | ------------ | ------------------------------ | ------------------------------------------------------- |
| CIB Egyptian Open Giza, Égypte Hommes: PSA Diamond 48 joueurs – 325 500 $ - tableau ------ Femmes: PSA Diamond 48 joueuses – 325 500 $ - tableau | 30 août. – 6 septembre. | Mostafa Asal 11–3, 13–11, 5–11, 11–8    | Ali Farag    | Diego Elías Marwan El Shorbagy | Paul Coll Mazen Hesham Mohamed El Shorbagy Tarek Momen  |
| CIB Egyptian Open Giza, Égypte Hommes: PSA Diamond 48 joueurs – 325 500 $ - tableau ------ Femmes: PSA Diamond 48 joueuses – 325 500 $ - tableau | 30 août. – 6 septembre. | Nour El Sherbini 5–11, 11–8, 11–8, 11–8 | Nouran Gohar | Hania El Hammamy Nada Abbas    | Sana Ibrahim Rowan Elaraby Georgina Kennedy Tinne Gilis |

#### Septembre
| Tournoi | Date                     | Champion                                       | Finaliste    | Demi-finalistes                 | Quart de finalistes                                             |
| --- | ------------------------ | ---------------------------------------------- | ------------ | ------------------------------- | --------------------------------------------------------------- |
| Paris Squash Paris, France Hommes: PSA Platinum 32 joueurs – 213 000 $ - tableau −−−−−− Femmes: PSA Platinum 32 joueuses – 213 000 $ - tableau             | 15–21 septembre          | Mostafa Asal 11–7, 11–8, 4–11, 11–7            | Ali Farag    | Diego Elías Paul Coll           | Tarek Momen Karim Abdel Gawad Mohamed El Shorbagy Mazen Hesham  |
| Paris Squash Paris, France Hommes: PSA Platinum 32 joueurs – 213 000 $ - tableau −−−−−− Femmes: PSA Platinum 32 joueuses – 213 000 $ - tableau             | 15–21 septembre          | Nour El Sherbini 6–11, 11–3, 8–11, 11–7, 11–4  | Nouran Gohar | Hania El Hammamy Rowan Elaraby  | Fayrouz Aboelkheir Olivia Weaver Amanda Sobhy Nele Coll         |
| Nash Cup London (Ontario), Canada Hommes: PSA Copper 24 joueurs – 28 750 $ - tableau −−−−−− Femmes: PSA Copper 24 joueuses – 28 750 $ - tableau            | 17–21 septembre          | Mohamed Zakaria 9–11, 7–11, 11–5, 11–9, 11–1   | Curtis Malik | Sanjay Jeeva Henry Leung        | David Baillargeon Yahya Elnawasany César Salazar Joseph White   |
| Nash Cup London (Ontario), Canada Hommes: PSA Copper 24 joueurs – 28 750 $ - tableau −−−−−− Femmes: PSA Copper 24 joueuses – 28 750 $ - tableau            | 17–21 septembre          | Katie Malliff 9–11, 11–4, 12–14, 11–3, 11–8    | Torrie Malik | Georgia Adderley Grace Gear     | Marina Stefanoni Caroline Fouts Marta Domínguez Saran Nghiem    |
| QTerminals Qatar Classic Doha, Qatar Hommes : PSA Platinum 32 joueurs – 215 000 $ - tableau ------ Femmes : PSA Platinum 32 joueuses – 215 000 $ - tableau | 30 septembre.–5 octobre. | Diego Elías 12–10, 12–10, 14–12                | Mostafa Asal | Joel Makin Ali Farag            | Karim Abdel Gawad Fares Dessouky Tarek Momen Nicolas Müller     |
| QTerminals Qatar Classic Doha, Qatar Hommes : PSA Platinum 32 joueurs – 215 000 $ - tableau ------ Femmes : PSA Platinum 32 joueuses – 215 000 $ - tableau | 30 septembre.–5 octobre. | Nour El Sherbini 10–12, 5–11, 11–6, 11–9, 11–6 | Nouran Gohar | Hania El Hammamy Olivia Weaver  | Nele Coll Georgina Kennedy Amina Orfi Tinne Gilis               |
| Open de Charlottesville Charlottesville, États-Unis Hommes: PSA Copper 24 joueurs - 28 750 $                                                               | 24–28 septembre          | Asim Khan 12–14, 12–10, 11–5, 11–6             | Nick Wall    | Moustafa El Sirty César Salazar | Ibrahim Elkabbani Karim El Hammamy Ryūnosuke Tsukue Aly Hussein |

#### Octobre
| Tournoi | Date                   | Champion                                    | Finaliste          | Demi-finalistes                     | Quart de finalistes                                                   |
| --- | ---------------------- | ------------------------------------------- | ------------------ | ----------------------------------- | --------------------------------------------------------------------- |
| Open Squash Classic New York, États-Unis Hommes: PSA Bronze 24 joueurs – 56 380 $ - tableau −−−−−− Femmes: PSA Bronze 24 joueuses – 56 380 $ - tableau   | 6–10 octobre           | Marwan El Shorbagy 11–7, 11–6, 8–11, 11–9   | Victor Crouin      | Greg Lobban Miguel Ángel Rodríguez  | Abhay Singh Mohamed Zakaria Nathan Lake Velavan Senthilkumar          |
| Open Squash Classic New York, États-Unis Hommes: PSA Bronze 24 joueurs – 56 380 $ - tableau −−−−−− Femmes: PSA Bronze 24 joueuses – 56 380 $ - tableau   | 6–10 octobre           | Farida Mohamed 11–7, 11–6, 11–9             | Lee Ka Yi          | Hollie Naughton Katie Malliff       | Mariam Metwally Nada Abbas Rachel Arnold Kenzy Ayman                  |
| Silicon Valley Open Redwood City, États-Unis Hommes: PSA Gold 24 joueurs – 122 000 $ - tableau −−−−−− Femmes: PSA Gold 24 joueuses – 122 000 $ - tableau | 11–16 octobre          | Joel Makin 12–10, 12–10, 8–11, 11–3         | Youssef Soliman    | Aly Abou Eleinen Marwan El Shorbagy | Karim Abdel Gawad Mohamed El Shorbagy Victor Crouin Abdulla Al-Tamimi |
| Silicon Valley Open Redwood City, États-Unis Hommes: PSA Gold 24 joueurs – 122 000 $ - tableau −−−−−− Femmes: PSA Gold 24 joueuses – 122 000 $ - tableau | 11–16 octobre          | Olivia Weaver 11–4, 11–2, 11–8              | Satomi Watanabe    | Amina Orfi Sivasangari Subramaniam  | Zeina Mickawy Amanda Sobhy Farida Mohamed Georgina Kennedy            |
| The Hamilton Open Lancaster, États-Unis Femmes: PSA Copper 24 joueuses – 32 000 $ - tableau                                                              | 14–18 octobre          | Mélissa Alves 4–11, 2–11, 11–3, 11–5, 11–4  | Ainaa Amani        | Katie Malliff Tesni Murphy          | Marina Stefanoni Haya Ali Lowri Roberts Nour Heikal                   |
| Richardson Wealth Men’s PSA Open Vancouver, Canada Hommes: PSA Copper 24 joueurs – 28 750 $                                                              | 16–20 octobre          | Greg Lobban 11–7, 11–6, 6–11, 11–4          | Leonel Cárdenas    | Lau Tsz-Kwan Nick Wall              | Yannick Wilhelmi Veer Chotrani Shahjahan Khan Ryūnosuke Tsukue        |
| US Open Philadelphie, États-Unis Hommes : PSA Platinum 213 500 $ - tableau Femmes : PSA Platinum 213 500 $ - tableau                                     | 19–26 octobre          | Ali Farag 11–4, 11–8, 11–4                  | Diego Elías        | Aly Abou Eleinen Mazen Hesham       | Paul Coll Mostafa Asal Youssef Ibrahim Mohamed El Shorbagy            |
| US Open Philadelphie, États-Unis Hommes : PSA Platinum 213 500 $ - tableau Femmes : PSA Platinum 213 500 $ - tableau                                     | 19–26 octobre          | Nouran Gohar 11–8, 11–9, 10–12, 11–7        | Nour El Sherbini   | Olivia Weaver Hania El Hammamy      | Rowan Elaraby Fayrouz Aboelkheir Tinne Gilis Nele Coll                |
| Cambridge Group of Clubs Classic Toronto, Canada Men: PSA Copper 24 players – 38 750 $                                                                   | 27-31 octobre.         | Leonel Cárdenas 11–6, 11–7, 11–3            | Baptiste Masotti   | Daniel Poleshchuk Grégoire Marche   | Shahjahan Khan Salah Eltorgman Tom Walsh Nick Wall                    |
| Open de Chine Shanghai, Chine Hommes: PSA Silver 24 joueurs – 89 000 $ - tableau −−−−−− Femmes: PSA Silver 24 joueuses – 89 000 $ - tableau              | 30 octobre–3 novembre  | Mohamed El Shorbagy 11–6, 12–14, 11–7, 11–9 | Mohamed Abouelghar | Eain Yow Ng Iker Pajares            | Fares Dessouky Lau Tsz-Kwan Mohamed Zakaria Marwan El Shorbagy        |
| Open de Chine Shanghai, Chine Hommes: PSA Silver 24 joueurs – 89 000 $ - tableau −−−−−− Femmes: PSA Silver 24 joueuses – 89 000 $ - tableau              | 30 octobre–3 novembre  | Rachel Arnold 11–5, 11–8, 11–8              | Farida Mohamed     | Sivasangari Subramaniam Aira Azman  | Sana Ibrahim Georgia Adderley Rowan Elaraby Ho Tze-Lok                |
| Monit Czech Open Brno, Tchéquie Hommes: PSA Copper 24 joueurs – 30 000 $                                                                                 | 31 octobre –4 novembre | Sébastien Bonmalais 11–8, 5–11, 11–4, 11–6  | Declan James       | George Parker Auguste Dussourd      | Rory Stewart Raphael Kandra Juan Camilo Vargas Rui Soares             |

#### Novembre
| Tournoi | Date           | Champion                                  | Finaliste               | Demi-finalistes                          | Quart de finalistes                                                    |
| --- | -------------- | ----------------------------------------- | ----------------------- | ---------------------------------------- | ---------------------------------------------------------------------- |
| London Open Camden, Angleterre Hommes: PSA Copper 24 joueurs – 33 000 $                                                                                    | 6–10 novembre  | Declan James 11–3, 11–7, 6–11, 8–11, 11–4 | Simon Herbert           | Rui Soares Nick Wall                     | Patrick Rooney Rory Stewart George Parker Auguste Dussourd             |
| Monte-Carlo Squash Classic Monte-Carlo, Monaco Femmes: PSA Copper 24 joueuses – 30 000 $ - tableau                                                         | 11–15 novembre | Tesni Murphy 11–9, 11–9, 12–10            | Sarah-Jane Perry        | Joshna Chinappa Lucy Turmel              | Hana Ismail Hana Ramadan Emilia Soini Alicia Mead                      |
| Open de Malaisie Petaling Jaya, Malaysie Hommes: PSA Bronze 24 joueurs – 64 000 $ - tableau −−−−−− Femmes: PSA Bronze 24 joueuses – 64 000 $ - tableau     | 12–17 novembre | Eain Yow Ng 11–7, 11–7, 11–7              | Youssef Soliman         | Youssef Ibrahim Abhay Singh              | Velavan Senthilkumar Ramit Tandon Juan Camilo Vargas Bernat Jaume (de) |
| Open de Malaisie Petaling Jaya, Malaysie Hommes: PSA Bronze 24 joueurs – 64 000 $ - tableau −−−−−− Femmes: PSA Bronze 24 joueuses – 64 000 $ - tableau     | 12–17 novembre | Amina Orfi 8–11, 11–9, 12–10, 8–11, 11–6  | Sivasangari Subramaniam | Rachel Arnold Georgia Adderley           | Katie Malliff Aira Azman Aifa Azman Kenzy Ayman                        |
| Chestnut Hill Classic Philadelphie, États-Unis Femmes: PSA Bronze 24 joueuses – 53 750 $ - tableau                                                         | 19–23 novembre | Olivia Weaver 11–5, 11–7, 11–2            | Marina Stefanoni        | Nour Aboulmakarim Marie Stephan          | Lucy Beecroft Xin Ying Yee Hannah Craig Saran Nghiem                   |
| Open de Singapour de squash Kallang, Singapour Hommes: PSA Gold 24 joueurs – 120 000 $ - tableau −−−−−− Femmes: PSA Gold 24 joueuses – 120 000 $ - tableau | 19–24 novembre | Ali Farag 6–11, 7–11, 11–8, 11–1, 11–4    | Diego Elías             | Paul Coll Eain Yow Ng                    | Victor Crouin Youssef Ibrahim Balázs Farkas Mohamed Zakaria            |
| Open de Singapour de squash Kallang, Singapour Hommes: PSA Gold 24 joueurs – 120 000 $ - tableau −−−−−− Femmes: PSA Gold 24 joueuses – 120 000 $ - tableau | 19–24 novembre | Amina Orfi 9–11, 11–9, 11–13, 11–1, 11–9  | Hania El Hammamy        | Sivasangari Subramaniam Tinne Gilis      | Fayrouz Aboelkheir Katie Malliff Sana Ibrahim Nele Coll                |
| QSF No.5 Doha, Qatar Hommes: PSA Bronze 24 joueurs – 60 500 $ - tableau                                                                                    | 20–24 novembre | Tarek Momen 2–11, 11–5, 11–9, 11–7        | Aly Abou Eleinen        | Abdulla Al-Tamimi Miguel Ángel Rodríguez | Mohamed Abouelghar Ryūnosuke Tsukue Grégoire Marche Ben Smith          |
| Cape Town Squash Open Le Cap, Afrique du Sud Hommes: PSA Copper 24 joueurs – 25 000 $ - tableau −−−−−− Femmes: PSA Copper 24 joueuses – 25 000 $ - tableau | 26–30 novembre | Abdulla Al-Tamimi 15–13, 11–5, 11–6       | Declan James            | Karim El Hammamy Omar Mosaad             | Noor Zaman Asim Khan Rory Stewart Dewald van Niekerk                   |
| Cape Town Squash Open Le Cap, Afrique du Sud Hommes: PSA Copper 24 joueurs – 25 000 $ - tableau −−−−−− Femmes: PSA Copper 24 joueuses – 25 000 $ - tableau | 26–30 novembre | Mélissa Alves 12–10, 11–5, 11–7           | Nour Heikal             | Alexandra Fuller Nour Khafagy            | Nardine Garas Hayley Ward Mariam Metwally Cindy Merlo                  |

#### Décembre
| Tournoi | Date         | Champion                            | Finaliste        | Demi-finalistes                | Quart de finalistes                                |
| --- | ------------ | ----------------------------------- | ---------------- | ------------------------------ | -------------------------------------------------- |
| Milwaukee Hong Kong Open Hong Kong, Chine Hommes: PSA Platinum 32 joueurs - 207 500 $ - tableau −−−−−− Femmes : PSA Platinum 32 joueuses - 207 500 $ - tableau | 2–8 décembre | Mostafa Asal 11–5, 4–11, 11–8, 11–5 | Ali Farag        | Diego Elías Joel Makin         | Youssef Ibrahim Paul Coll Mazen Hesham Tarek Momen |
| Milwaukee Hong Kong Open Hong Kong, Chine Hommes: PSA Platinum 32 joueurs - 207 500 $ - tableau −−−−−− Femmes : PSA Platinum 32 joueuses - 207 500 $ - tableau | 2–8 décembre | Nouran Gohar 6–11, 11–5, 11–9, 11–9 | Nour El Sherbini | Hania El Hammamy Olivia Weaver | Tinne Gilis Sana Ibrahim Rowan Elaraby Nele Coll   |

### 2025

#### Janvier
| Tournoi | Date                 | Champion                                      | Finaliste    | Demi-finalistes                       | Quart de finalistes                                          |
| --- | -------------------- | --------------------------------------------- | ------------ | ------------------------------------- | ------------------------------------------------------------ |
| Squash In the Land Cleveland, États-Unis Hommes: PSA Silver 24 joueurs – 88 750 $ - tableau −−−−−− Femmes: PSA Silver 24 joueuses – 88 750 $ - tableau                            | 14–19 janvier        | Marwan El Shorbagy 11–4, 11–6, 11–6           | Tarek Momen  | Karim Abdel Gawad Mohamed El Shorbagy | Abdulla Al-Tamimi George Parker Jonah Bryant Youssef Ibrahim |
| Squash In the Land Cleveland, États-Unis Hommes: PSA Silver 24 joueurs – 88 750 $ - tableau −−−−−− Femmes: PSA Silver 24 joueuses – 88 750 $ - tableau                            | 14–19 janvier        | Satomi Watanabe 11-8, 11-8, 11-6              | Amanda Sobhy | Amina Orfi Rowan Elaraby              | Tesni Murphy Farida Mohamed Georgina Kennedy Nada Abbas      |
| J.P. Morgan Tournament of Champions New York City, États-Unis Hommes: PSA Platinum 32 joueurs – 219 000 $ - tableau −−−−−− Femmes: PSA Platinum 32 joueuses – 219 000 $ - tableau | 23–30 janvier        | Ali Farag 9–11, 12–10, 14–12, 11–1            | Diego Elías  | Mostafa Asal Paul Coll                | Mohamed El Shorbagy Joel Makin Grégoire Marche Tarek Momen   |
| J.P. Morgan Tournament of Champions New York City, États-Unis Hommes: PSA Platinum 32 joueurs – 219 000 $ - tableau −−−−−− Femmes: PSA Platinum 32 joueuses – 219 000 $ - tableau | 23–30 janvier        | Hania El Hammamy 8–11, 11–8, 3–11, 11-6, 11–8 | Nouran Gohar | Olivia Weaver Nour El Sherbini        | Rowan Elaraby Amina Orfi Tinne Gilis Jasmine Hutton          |
| Carol Weymuller Open New York City, États-Unis Femmes: PSA Bronze 24 joueuses – 53 750 $ - tableau                                                                                | 29 janvier–2 février | Fayrouz Aboelkheir 11-7, 11-9, 12-10          | Nada Abbas   | Sarah-Jane Perry Farida Mohamed       | Rachel Arnold Salma Hany Mélissa Alves Hollie Naughton       |

#### Février
| Tournoi | Date          | Champion                                             | Finaliste        | Demi-finalistes                  | Quart de finalistes                                                      |
| --- | ------------- | ---------------------------------------------------- | ---------------- | -------------------------------- | ------------------------------------------------------------------------ |
| DR21 Motor City Open Bloomfield Hills, États-Unis Hommes: PSA Silver 24 joueurs – 82 000 $ - tableau                                               | 4–8 février   | Paul Coll 8–11, 12–10, 11–9, 11–9                    | Leonel Cárdenas  | Aly Abou Eleinen Eain Yow Ng     | Dimitri Steinmann Baptiste Masotti Mohamed Elsherbini Juan Camilo Vargas |
| Cincinnati Gaynor Cup Cincinnati, États-Unis Femmes: PSA Silver 24 joueuses – 78 750 $ - tableau                                                   | 5–9 février   | Sivasangari Subramaniam 11-7, 6-11, 7-11, 11-7, 11-4 | Amanda Sobhy     | Jasmine Hutton Olivia Weaver     | Fayrouz Aboelkheir Torrie Malik Salma Hany Rachel Arnold                 |
| Open de Pittsburgh Pittsburgh, États-Unis Hommes: PSA Silver 24 joueurs – 86 000 $ - tableau                                                       | 12–16 février | Joel Makin 9–11, 11–8, 11–9, 11–7                    | Youssef Ibrahim  | Youssef Soliman Diego Elías      | Dimitri Steinmann Victor Crouin Sébastien Bonmalais Greg Lobban          |
| Cotidie Texas Open Houston, États-Unis Hommes: PSA Gold 24 joueurs – 111 000 $ - tableau −−−−−− Femmes: PSA Gold 24 joueuses – 111 000 $ - tableau | 18–23 février | Ali Farag 11–9, 11–4, 0–0rtd.                        | Mostafa Asal     | Victor Crouin Marwan El Shorbagy | Aly Abou Eleinen Joel Makin Grégoire Marche Eain Yow Ng                  |
| Cotidie Texas Open Houston, États-Unis Hommes: PSA Gold 24 joueurs – 111 000 $ - tableau −−−−−− Femmes: PSA Gold 24 joueuses – 111 000 $ - tableau | 18–23 février | Nouran Gohar 11–8, 5–11, 11–6, 11–9                  | Hania El Hammamy | Nour El Sherbini Tinne Gilis     | Nada Abbas Salma Hany Rowan Elaraby Farida Mohamed                       |
| QSF No.2 Doha, Qatar Hommes: PSA Bronze 24 joueurs – 60 500 $ - tableau                                                                            | 24–28 février | Karim Abdel Gawad 11–4, 10–12, 11–4, 8–11, 11–4      | Tarek Momen      | Fares Dessouky Declan James      | Mohamed Zakaria Abdulla Al-Tamimi Yahya Elnawasany Sébastien Bonmalais   |
| AirSprint Canadian Men's Open Calgary, Canada Hommes: PSA Bronze 24 joueurs – 68 500 $ - tableau                                                   | 24–28 février | Mohamed El Shorbagy 11–5, 11–5, 11–7                 | Leonel Cárdenas  | Victor Crouin Dimitri Steinmann  | Nathan Lake Nick Wall Omar Mosaad Grégoire Marche                        |

#### Mars
| Tournoi | Date       | Champion                                  | Finaliste          | Demi-finalistes                     | Quart de finalistes                                                     |
| --- | ---------- | ----------------------------------------- | ------------------ | ----------------------------------- | ----------------------------------------------------------------------- |
| Open de Nouvelle-Zélande de squash Christchurch, New Zealand Hommes: PSA Silver 24 joueurs – 93 000 $ - tableau −−−−−− Femmes: PSA Silver 24 joueuses – 93 000 $ - tableau | 4–9 mars   | Paul Coll 11–5, 8–11, 11–6, 11–3          | Marwan El Shorbagy | Baptiste Masotti Eain Yow Ng        | Auguste Dussourd Sébastien Bonmalais Iker Pajares Bernabeu Sanjay Jeeva |
| Open de Nouvelle-Zélande de squash Christchurch, New Zealand Hommes: PSA Silver 24 joueurs – 93 000 $ - tableau −−−−−− Femmes: PSA Silver 24 joueuses – 93 000 $ - tableau | 4–9 mars   | Amina Orfi 11–5, 11–8, 11–5               | Satomi Watanabe    | Salma Hany Rowan Elaraby            | Tinne Gilis Rachel Arnold Sivasangari Subramaniam Georgia Adderley      |
| Richardson Wealth Women's PSA Open Vancouver, Canada Femmes: PSA Copper 24 joueuses – 28 750 $ - tableau                                                                   | 5–9 mars   | Mélissa Alves 7–11, 11–7, 11–6, 11–5      | Sana Ibrahim       | Grace Gear Haya Ali                 | Torrie Malik Hollie Naughton Menna Hamed Habiba Hani                    |
| Australian Open Brisbane, Australia Hommes: PSA Gold 24 joueurs – 120 000 $ - tableau −−−−−− Femmes : PSA Gold 24 joueuses – 120 000 $ - tableau                           | 12–16 mars | Karim Abdel Gawad 9–11, 11–6, 13–11, 11–9 | Paul Coll          | Auguste Dussourd Marwan El Shorbagy | Bernat Jaume (de) Mohamed Zakaria Greg Lobban Yahya Elnawasany          |
| Australian Open Brisbane, Australia Hommes: PSA Gold 24 joueurs – 120 000 $ - tableau −−−−−− Femmes : PSA Gold 24 joueuses – 120 000 $ - tableau                           | 12–16 mars | Olivia Weaver 4–11, 11–9, 11–1, 11–9      | Amina Orfi         | Rowan Elaraby Tinne Gilis           | Sivasangari Subramaniam Satomi Watanabe Salma Hany Aifa Azman           |
| PSA Women's Squash Week Calgary, Canada Femmes: PSA Copper 24 joueuses – 28 750 $ - tableau                                                                                | 12–16 mars | Jasmine Hutton 11–5, 11–4, 11–1           | Alina Bushma       | Grace Gear Habiba Hani              | Millie Tomlinson Menna Walid Saran Nghiem Torrie Malik                  |
| German Open Hambourg, Allemagne Hommes: PSA Bronze 24 joueurs – 60 500 $- tableau −−−−−− Femmes: PSA Bronze 24 joueuses – 60 500 $- tableau                                | 19–23 mars | Victor Crouin 11–4, 11–3, 11–1            | Fares Dessouky     | Dimitri Steinmann Nicolas Müller    | Aly Abou Eleinen Leonel Cárdenas Mohamed Abouelghar Yannick Wilhelmi    |
| German Open Hambourg, Allemagne Hommes: PSA Bronze 24 joueurs – 60 500 $- tableau −−−−−− Femmes: PSA Bronze 24 joueuses – 60 500 $- tableau                                | 19–23 mars | Amanda Sobhy 11–8, 11–9, 11–9             | Georgina Kennedy   | Mélissa Alves Nada Abbas            | Lucy Turmel Amina El Rihany Katie Malliff Tesni Murphy                  |
| JSW Indian Open Mumbai, Inde Hommes: PSA Copper 24 joueurs – 38 500 $ | 24–28 mars | Kareem El Torkey 12–10, 11–4, 7–11, 12–10 | Abhay Singh        | Karim El Hammamy Omar Mosaad        | Moustafa El Sirty Ameeshenraj Chandaran Spencer Lovejoy Veer Chotrani   |
| Open d'Espagne de squash Tres Cantos, Espagne Femmes: PSA Copper 24 joueuses – 35 000 $- tableau                                                                           | 25–29 mars | Zeina Mickawy 8–11, 11–7, 13–11, 11–7     | Hana Moataz        | Lucy Turmel Marta Domínguez         | Nadine Shahin Emily Whitlock Haya Ali Nardine Garas                     |
| Optasia Championships Wimbledon, England Hommes: PSA Gold 24 joueurs – 118 000 $- tableau −−−−−− Femmes: PSA Gold 24 players – 118 000 $- tableau                          | 25–30 mars | Mostafa Asal 11–4, 11–4, 11–8             | Paul Coll          | Mohamed El Shorbagy Joel Makin      | Marwan El Shorbagy Youssef Ibrahim Grégoire Marche Karim Abdel Gawad    |
| Optasia Championships Wimbledon, England Hommes: PSA Gold 24 joueurs – 118 000 $- tableau −−−−−− Femmes: PSA Gold 24 players – 118 000 $- tableau                          | 25–30 mars | Hania El Hammamy 11–9, 11–2, 11–3         | Georgina Kennedy   | Satomi Watanabe Nada Abbas          | Amanda Sobhy Mélissa Alves Sana Ibrahim Jasmine Hutton                  |

#### Avril
| Tournoi | Date           | Champion                                      | Finaliste               | Demi-finalistes                  | Quart de finalistes                                                 |
| --- | -------------- | --------------------------------------------- | ----------------------- | -------------------------------- | ------------------------------------------------------------------- |
| Manchester Open Manchester, Angleterre Hommes: PSA Bronze 24 joueurs – 66 500 $ - tableau −−−−−− Femmes : PSA Bronze 24 joueuses – 66 500 $ - tableau          | 2–6 avril      | Leonel Cárdenas 11–2, 5–11, 11–9, 3–11, 11–8  | Aly Abou Eleinen        | Jonah Bryant Declan James        | Nick Wall George Parker Juan Camilo Vargas Abhay Singh              |
| Manchester Open Manchester, Angleterre Hommes: PSA Bronze 24 joueurs – 66 500 $ - tableau −−−−−− Femmes : PSA Bronze 24 joueuses – 66 500 $ - tableau          | 2–6 avril      | Salma Hany 11–2, 9–11, 11–3, 5–11, 11–9       | Georgina Kennedy        | Katie Malliff Jasmine Hutton     | Farida Mohamed Nele Gilis-Coll Sarah-Jane Perry Grace Gear          |
| El Gouna International El Gouna, Égypte Hommes: PSA Platinum 32 joueurs – 217 500 $ - tableau −−−−−− Femmes: PSA Platinum 32 joueuses – 217 500 $ - tableau    | 12–18 avril    | Mostafa Asal 6–11, 7–11, 11–9, 11–9, 11–5     | Ali Farag               | Joel Makin Paul Coll             | Mohamed Zakaria Mohamed El Shorbagy Youssef Soliman Youssef Ibrahim |
| El Gouna International El Gouna, Égypte Hommes: PSA Platinum 32 joueurs – 217 500 $ - tableau −−−−−− Femmes: PSA Platinum 32 joueuses – 217 500 $ - tableau    | 12–18 avril    | Nouran Gohar 9–11, 11–7, 11–6, 11–7           | Amina Orfi              | Hania El Hammamy Olivia Weaver   | Nour El Sherbini Salma Hany Georgina Kennedy Tinne Gilis            |
| Grasshopper Cup Zürich, Suisse Hommes: PSA Gold 24 joueurs – 123 000 $ - tableau −−−−−− Femmes: PSA Gold 24 joueuses – 123 000 $ - tableau                     | 22–27 avril    | Ali Farag 13–11, 12–14, 11–4, 11–5            | Diego Elías             | Joel Makin Aly Abou Eleinen      | Greg Lobban Victor Crouin Baptiste Masotti Dimitri Steinmann        |
| Grasshopper Cup Zürich, Suisse Hommes: PSA Gold 24 joueurs – 123 000 $ - tableau −−−−−− Femmes: PSA Gold 24 joueuses – 123 000 $ - tableau                     | 22–27 avril    | Nouran Gohar 11–7, 12–10, 11–9                | Sivasangari Subramaniam | Tinne Gilis Georgina Kennedy     | Jasmine Hutton Salma Hany Satomi Watanabe Nada Abbas                |
| Squash on Fire Open Washington, D.C., États-Unis Hommes: PSA Bronze 24 joueurs – 58 750 $ - tableau −−−−−− Femmes: PSA Bronze 24 joueuses – 58 750 $ - tableau | 23–27 avril    | Marwan El Shorbagy 11–9, 11–9, 11–5           | Eain Yow Ng             | Grégoire Marche Kareem El Torkey | Velavan Senthilkumar Karim El Hammamy Nick Wall Omar Mosaad         |
| Squash on Fire Open Washington, D.C., États-Unis Hommes: PSA Bronze 24 joueurs – 58 750 $ - tableau −−−−−− Femmes: PSA Bronze 24 joueuses – 58 750 $ - tableau | 23–27 avril    | Amanda Sobhy 11–4, 11–3, 9–11, 11–9           | Rachel Arnold           | Rowan Elaraby Kenzy Ayman        | Nele Gilis-Coll Lucy Beecroft Nadine Shahin Salma Eltayeb           |
| IQUW Bermuda Open Devonshire, Bermudes Hommes: PSA Copper 24 joueurs – 28 750 $ - tableau −−−−−− Femmes: PSA Copper 24 joueuses – 28 750 $ - tableau           | 29 avril–3 mai | Mohamed Zakaria 8–11, 11–7, 6–11, 15–13, 11–4 | Miguel Ángel Rodríguez  | Karim El Hammamy Veer Chotrani   | Simon Herbert Timothy Brownell Nick Wall Moustafa El Sirty          |
| IQUW Bermuda Open Devonshire, Bermudes Hommes: PSA Copper 24 joueurs – 28 750 $ - tableau −−−−−− Femmes: PSA Copper 24 joueuses – 28 750 $ - tableau           | 29 avril–3 mai | Aira Azman 12–10, 11–3, 11–6                  | Hana Moataz             | Aifa Azman Amina El Rihany       | Nour Heikal Alex Haydon Salma Eltayeb Haya Ali                      |
| Richmond Open Richmond, États-Unis Femmes: PSA Copper 24 joueuses – 28 750 $ - tableau                                                                         | 29 avril–3 mai | Marina Stefanoni 10–12, 11–8, 11–9, 11–3      | Lucy Turmel             | Ho Tze-Lok Saran Nghiem          | Nadine Shahin Lucy Beecroft Menna Hamed Marie Stephan               |

#### Mai
| Tournoi | Date            | Champion                                    | Finaliste         | Demi-finalistes               | Quart de finalistes                                                   |
| --- | --------------- | ------------------------------------------- | ----------------- | ----------------------------- | --------------------------------------------------------------------- |
| PSA World Championships Chicago, États-Unis Homme: World Championship 64 joueurs - 656 500 $ – tableau −−−−−− Femme: World Championship 64 joueuses - 656 500 $ – tableau | 9–17 mai        | Mostafa Asal 11–7, 11–8, 11–3               | Ali Farag         | Diego Elías Paul Coll         | Tarek Momen Karim Abdel Gawad Youssef Soliman Mohamed El Shorbagy     |
| PSA World Championships Chicago, États-Unis Homme: World Championship 64 joueurs - 656 500 $ – tableau −−−−−− Femme: World Championship 64 joueuses - 656 500 $ – tableau | 9–17 mai        | Nour El Sherbini 11–5, 11–9, 4–11, 11–7     | Hania El Hammamy  | Olivia Weaver Nouran Gohar    | Sivasangari Subramaniam Georgina Kennedy Satomi Watanabe Nada Abbas   |
| Palm Hills Squash Open Le Caire, Égypte Hommes: PSA Gold 24 joueurs – 123 000 $ – tableau −−−−−− Femmes: PSA Gold 24 joueuses – 123 000 $ – tableau                       | 22–27 mai       | Mostafa Asal 10–12, 11–5, 11–9, 11–6        | Karim Abdel Gawad | Tarek Momen Youssef Soliman   | Mohamed Zakaria Mohamed Abouelghar Dimitri Steinmann Karim El Hammamy |
| Palm Hills Squash Open Le Caire, Égypte Hommes: PSA Gold 24 joueurs – 123 000 $ – tableau −−−−−− Femmes: PSA Gold 24 joueuses – 123 000 $ – tableau                       | 22–27 mai       | Nouran Gohar 11–5, 11–5, 11–4               | Satomi Watanabe   | Amina Orfi Fayrouz Aboelkheir | Nele Coll Nada Abbas Farida Mohamed Salma Hany                        |
| GillenMarkets British Open Birmingham, Angleterre Hommes: PSA Diamond 48 joueurs – 348 500 $ – tableau −−−−−− Femmes: PSA Diamond 48 joueuses – 348 500 $ – tableau       | 27 mai – 8 juin | Diego Elías 11–4, 11–9, 3–11, 11–4          | Mostafa Asal      | Joel Makin Paul Coll          | Victor Crouin Youssef Ibrahim Mohamed El Shorbagy Marwan El Shorbagy  |
| GillenMarkets British Open Birmingham, Angleterre Hommes: PSA Diamond 48 joueurs – 348 500 $ – tableau −−−−−− Femmes: PSA Diamond 48 joueuses – 348 500 $ – tableau       | 27 mai – 8 juin | Nouran Gohar 9–11, 12–10, 7–11, 13–11, 11–4 | Nour El Sherbini  | Olivia Weaver Amina Orfi      | Sivasangari Subramaniam Nele Coll Amanda Sobhy Tinne Gilis            |

#### Juin
| Tournoi | Date       | Champion                                   | Finaliste     | Demi-finalistes                  | Quart de finalistes                                                              |
| --- | ---------- | ------------------------------------------ | ------------- | -------------------------------- | -------------------------------------------------------------------------------- |
| Santiago Open O Milladoiro, Spain Femmes: PSA Copper 24 joueuses – 41 000 $ – tableau                                                         | 10–14 juin | Malak Khafagy 6–11, 11–3, 11–8, 9–11, 11–9 | Camille Serme | Torrie Malik Haya Ali            | Marina Stefanoni Lucía Bautista Hana Ismail Noa Romero                           |
| PSA World Tour Finals Toronto, Canada Homme : World Tour Finals 8 joueurs – 224 500 $ −−−−−− Femme : World Tour Finals 8 joueuses – 224 500 $ | 23–27 juin | Joel Makin 11–10, 11–7, 1–0                | Mostafa Asal  | Diego Elías Karim Abdel Gawad    | Round Robin: Paul Coll Marwan El Shorbagy Youssef Soliman Mohamed El Shorbagy    |
| PSA World Tour Finals Toronto, Canada Homme : World Tour Finals 8 joueurs – 224 500 $ −−−−−− Femme : World Tour Finals 8 joueuses – 224 500 $ | 23–27 juin | Nouran Gohar 11–10, 9–11, 11–8, 11–3       | Olivia Weaver | Satomi Watanabe Georgina Kennedy | Round Robin: Fayrouz Aboelkheir Tinne Gilis Sivasangari Subramaniam Amanda Sobhy |

## Classements
| Rang | Joueur              | Pays             |
| 1    | Mostafa Asal        | Égypte           |
| 2    | Ali Farag           | Égypte           |
| 3    | Diego Elías         | Pérou            |
| 4    | Paul Coll           | Nouvelle-Zélande |
| 5    | Joel Makin          | Pays de Galles   |
| 6    | Tarek Momen         | Égypte           |
| 7    | Karim Abdel Gawad   | Égypte           |
| 8    | Mohamed El Shorbagy | Angleterre       |
| 9    | Marwan El Shorbagy  | Angleterre       |
| 10   | Mazen Hesham        | Égypte           |
| 11   | Eain Yow Ng         | Malaisie         |
| 12   | Youssef Soliman     | Égypte           |
| 13   | Aly Abou Eleinen    | Égypte           |
| 14   | Victor Crouin       | France           |
| 15   | Youssef Ibrahim     | Égypte           |
| 16   | Fares Dessouky      | Égypte           |
| 17   | Leonel Cárdenas     | Mexique          |
| 18   | Dimitri Steinmann   | Suisse           |
| 19   | Greg Lobban         | Écosse           |
| 20   | Grégoire Marche     | France           |

| Rang | Joueuse                 | Pays       |
| 1    | Nouran Gohar            | Égypte     |
| 2    | Nour El Sherbini        | Égypte     |
| 3    | Hania El Hammamy        | Égypte     |
| 4    | Olivia Weaver           | États-Unis |
| 5    | Amina Orfi              | Égypte     |
| 6    | Tinne Gilis             | Belgique   |
| 7    | Georgina Kennedy        | Angleterre |
| 8    | Sivasangari Subramaniam | Malaisie   |
| 9    | Rowan Elaraby           | Égypte     |
| 10   | Satomi Watanabe         | Japon      |
| 11   | Nele Gilis-Coll         | Belgique   |
| 12   | Amanda Sobhy            | États-Unis |
| 13   | Nada Abbas              | Égypte     |
| 14   | Fayrouz Aboelkheir      | Égypte     |
| 15   | Salma Hany              | Égypte     |
| 16   | Farida Mohamed          | Égypte     |
| 17   | Sana Ibrahim            | Égypte     |
| 18   | Jasmine Hutton          | Angleterre |
| 19   | Melissa Alves           | France     |
| 20   | Rachel Arnold           | Malaisie   |

## Retraites
Ci-dessous, la liste des joueurs et joueuses notables (gagnants un titre majeur ou ayant fait partie du top 30 pendant au moins un mois) ayant annoncé leur retraite du squash professionnel, devenus inactifs ou ayant été bannis durant la saison 2024-2025:
- Ali Farag, né le 22 avril 1992 au Caire, rejoint le circuit pro en 2009. Il est quadruple champion du monde.
- Tarek Momen, né le 23 février 1998 au Caire, rejoint le circuit pro en 2005. Il est champion du monde en 2019. Il prend sa retraite en juin à la fin de la saison[4].